# Яана Пелконен
Яана Маарит Пелконен (фін. Jaana Maarit Pelkonen, нар. 27 січня 1977) — фінська телеведуча і політикиня. Ведуча Пісенного конкурсу Євробачення 2007 в Гельсінкі. Депутатка парламенту Фінляндії у 2011—2019 роках і членкиня міської ради Гельсінкі.

## Біографія та кар'єра

### Телебачення
Яана Маарит Пелконен народилася 27 січня 1977 року в місті Лахті, Фінляндія. Закінчила факультет соціальних наук Гельсінського університету та здобула ступінь магістра соціальних наук. Після школи також навчалася радіомовленню в коледжі Лааясало.
Кар'єру в медіа почала в рідному місті з посади ведучої та журналістки на місцевому Radio 99 у 1995—1997 роках. На телебачення потрапила після роботи на радіостанції Radiomafia, де працювала у 1997—1998 роках. Загальнонаціональну популярність Пелконен здобула як ведуча ігрової телепрограми Tilt (1997—2005) та молодіжної програми Jyrki (1998). Згодом вела розважальну програму Far Out на MTV3 (2001—2002) та програму знайомств Escort (2003) на тому ж каналі. У 2006—2007 роках була ведучою програми Kestääkö kantti на телеканалі Yle.

Пелконен неодноразово вела фінські національні відбори на Пісенний конкурс Євробачення: тричі була ведучою разом із Гейккі Паасоненом, тричі з Мікко «Пельці» Пельтолою і одного разу з Томом Нюлундом. Разом з Паасоненом вона також коментувала Євробачення 2005 в Києві та згодом, 2006 року, в Афінах, де перемогу здобув фінський гурт Lordi з піснею «Hard Rock Hallelujah». Наступного року Яана Пелконен та Мікко Леппілампі стали ведучими Євробачення 2007, що відбулося в Гельсінкі. У серпні того ж року Пелконен вела фінський відбір на Танцювальний конкурс Євробачення разом із Сімо Франгеном.

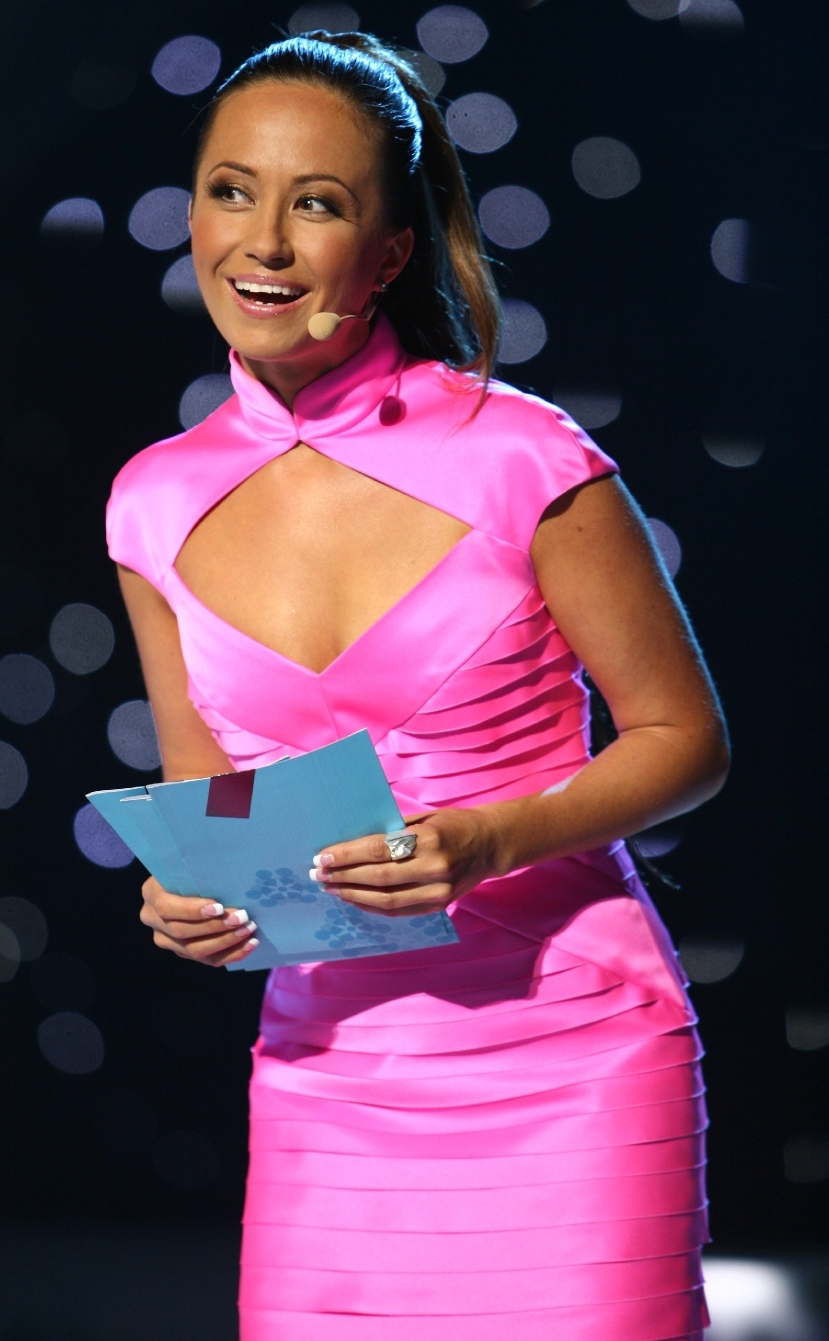
Яана Пелконен у півфіналі Євробачення 2007

Згодом Яана Пелконен і Пельтола були коментаторами Євробачення 2008 в Белграді, де Пелконен також оголосила бали глядачів від Фінляндії, та 2009 року в Москві. Востаннє була коментаторкою Євробачення 2010, яке відбулося в Осло. Після фінського національного відбору 2011 року її участь у подіях, пов'язаних із Євробаченням, завершилася, оскільки вона вирішила балотуватися до парламенту. На момент проведення конкурсу вона вивчала політологію в Гельсінському університеті, а наступного року була обрана до міської ради Гельсінкі.
2016 року Яану Пелконен і Мікко Леппілампі визнали найбільш популярними ведучими Євробачення нульових. Того ж року ведучі знову об'єдналися, щоб провести благодійний концерт у Фінляндії на підтримку Дня червоного носа, щорічного загальнонаціонального збору коштів для міжнародної допомоги розвитку дітей. Концерт мав назву «Kaikkien aikojen Euroviisut» («Найвеличніше Євробачення») і містив виступи Симфонічного оркестру Фінського радіо та різних національних зірок, які виконували фінські пісні з Євробачення минулих років.
Восени 2018 року брала участь у «Tanssii tähtien kanssa» («Танці з зірками»), фінській версії танцювального конкурсу «Strictly Come Dancing», де посіла шосте місце. У жовтні 2020 року стала ведучою шоу All Together Now Suomi.

### Політика
Яана Пелконен була обрана до міської ради Гельсінкі на муніципальних виборах у жовтні 2008 року, здобувши 3 518 голосів. У 2009—2012 та 2013—2016 роках вона входила до ради Гельсінського регіонального транспорту HSL, була членкинею соціального комітету Гельсінкі, а також головувала в першій апеляційній комісії з питань соціального захисту дорослих у тому ж комітеті.
На муніципальних виборах 2012 року Яана Пелконен знову здобула місце в раді, набравши 3 156 особистих голосів — це був дев'ятий результат у країні. На виборах 2017 року її переобрали до міськради з результатом 6 519 голосів. 2021 року вона не балотувалася, але на муніципальних виборах 2025 року була знову обрана до ради Гельсінкі, здобувши 3 501 голос.
У 2008—2009 роках працювала помічницею депутата парламенту Суві Лінден. На парламентських виборах 2011 року здобула 5 897 голосів й була обрана до Едускунти (парламенту Фінляндії). На виборах 2015 року знову здобула мандат із результатом 15 964 голоси, що стало найвищим особистим результатом у виборчому окрузі Гельсінкі і п'ятим у країні.
У парламенті Яана Пелконен працювала в комітеті закордонних справ, юридичному комітеті, комітеті з майбутнього, великому комітеті та комітеті з питань оборони. З 2011 до 2019 року вона була також членкинею адміністративної ради Yleisradio (національного телерадіомовника Фінляндії).
У лютому 2020 року оголосила, що виходить із політики, але залишиться депутаткою до завершення поточного скликання. У жовтні 2023 року стало відомо, що Пелконен стала головою «народної ради», що підтримувала передвиборчу кампанію Пекки Гаавісто на президентських виборах 2024 року.

## Особисте життя
Пелконен заручена з Ніко Аго, який працює пілотом ВПС у місті Тампере. Вони познайомилася на святкуванні Дня незалежності у 2007 році, а на прийомі 2012 року представлялися як наречені. У лютому 2017 року у пари народилася донька.